# キリストと姦通女 (ブリューゲル)
『キリストと姦通女』（キリストとかんつうおんな、蘭: Christus en de overspelige vrouw、英: Christ and the Woman Taken in Adultery）は、初期フランドル派の巨匠ピーテル・ブリューゲルが1562年に板上に油彩で製作した絵画で、画家の作品中、『聖母の死』 (アプトン・ハウス、バンベリー) などとともにグリザイユ (淡彩) で描かれている数少ないものの1つである。『新約聖書』の「ヨハネによる福音書」に記述されているイエス・キリストの逸話を主題としている。ブリューゲルが自身のために描いたといわれ、祈念画としての性格を持っている。画家の死後、作品は画家の次男のヤン・ブリューゲル (父) に相続され、ヤンはその複製を10点以上制作した。作品は1978年にロンドンのコートールド美術館に収蔵された
。

## 作品

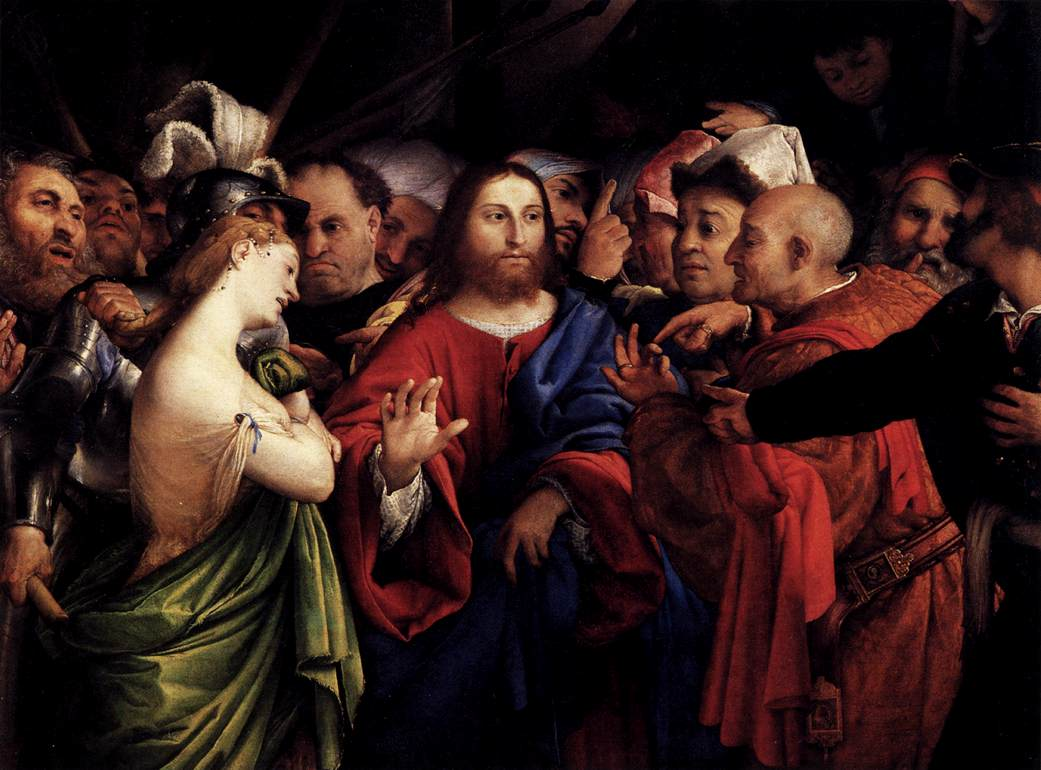
ロレンツォ・ロット『キリストと姦通女』 (1530-1535年ごろ) ルーヴル美術館

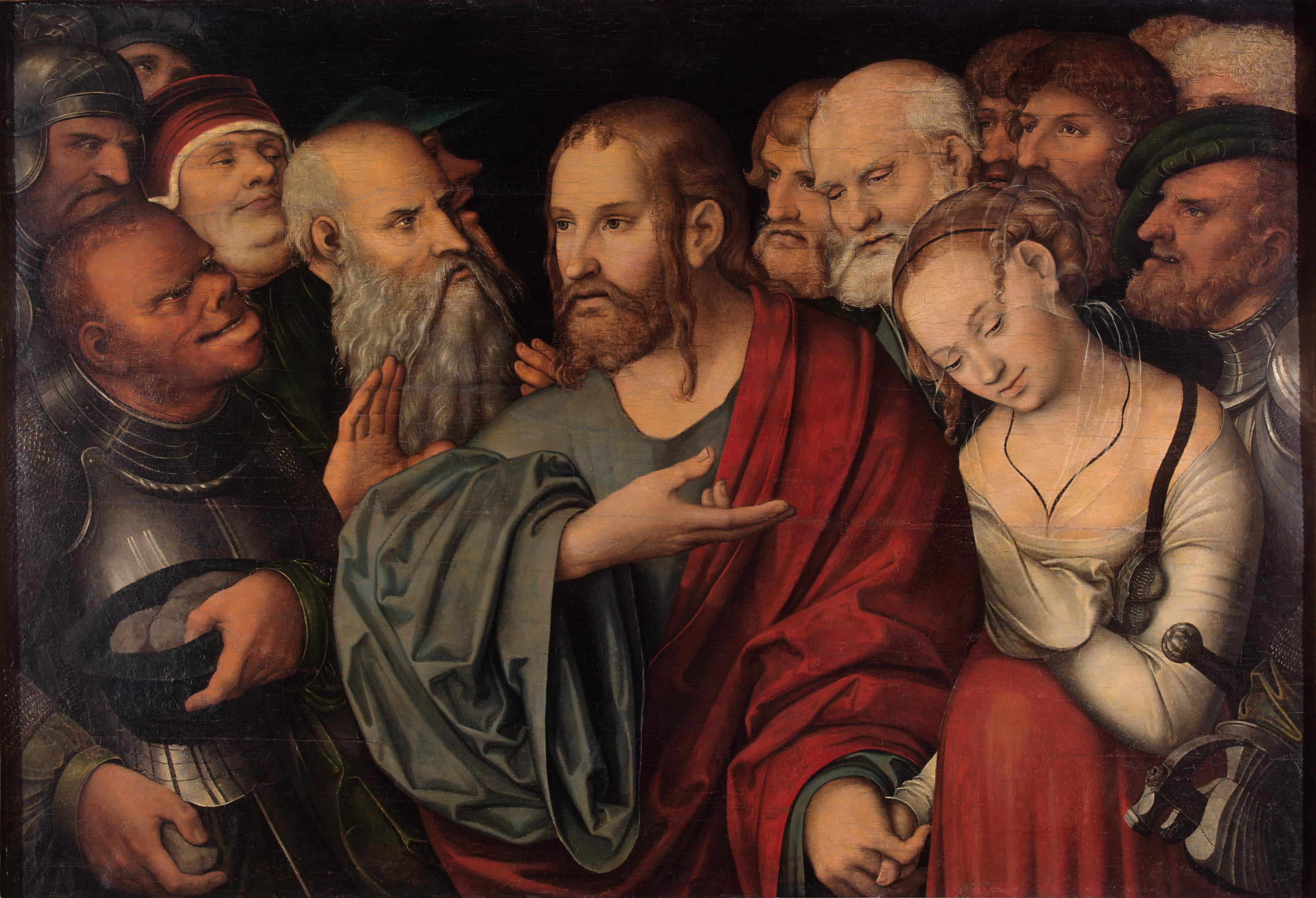
ルーカス・クラナッハ『キリストと姦通女』 (1532年以降) エルミタージュ美術館

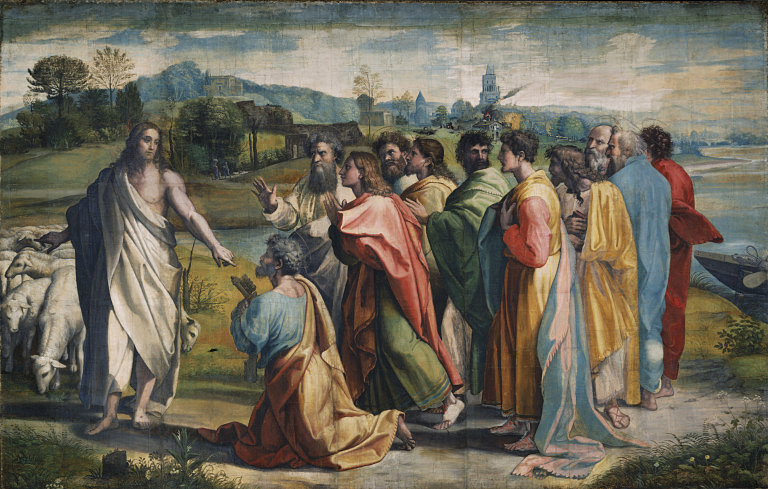
ラファエロ・サンティのカルトン連作の1つ『ペテロに天国の鍵を授けるキリスト』(1515-1516年ごろ) ヴィクトリア&アルバート博物館

「ヨハネによる福音書」 (8章:7) によれば、姦淫した罪深い女がイエス・キリストの前に連れ出され、パリサイ人がキリストに彼女の罪を問う。画面で一段低いところにいるキリストは、腰をかがめて壇上に「あなた方の中で罪のない者が、まずこの女に石を投げつけるがよい」と記している。
姦通女は、イタリア・ルネサンスの画家ロレンツォ・ロットのようなヴェネツィア派の画家が描くと半裸の魅惑的な女性となる。一方、ドイツのルーカス・クラナッハの同主題の作品では、キリストはユダヤの律法学者やパリサイ人の厳しく訓戒している。それに対し、ブリューゲルの本作では、姦通女は罪を悔悛した内面性を持ち、慎ましやかに描かれている。また、キリストは静かに地面に腰をかがめており、文字を書いているだけである。右端に立つパリサイ人の長老は、キリストの書いた文字を見つめて沈思黙考している。群衆の中には、驚きの表情で文字を見ている者、すでに背を向けてこの場を去ろうとする者もいる。作品はあたかも舞台上で繰り広げられる心理劇のようで、ブリューゲルの友人のコールンヘルト、オルテリウスが説き、ブリューゲル自身が信条とした寛容と謙譲の精神を真摯に伝えるものとなっている。
光が照らす前景から暗い背景まで、明暗のグラデーションをつけながらグリザイユの灰褐色の色調で全体が統一されている。ブリューゲルは画面を聖なる雰囲気で包み、人々にその傲慢な心を反省させるには、グリザイユ技法が最適と考えたのであろう。
また、画家には珍しいことに背景の描写がまったくなく、建築の神殿表現も最小限にとどめられている。比較的大きな人物像で構成されている本作には、かつてブリュッセルにあったイタリア・ルネサンスの巨匠ラファエロ・サンティのカルトン連作の影響が指摘されている。姦淫女もラファエロ風の姿である。ブリュッセル移住後のブリューゲルは改めてイタリア絵画を研究しており、本作はその成果の1つである。